# Ђингдеџен
Ђингдеџен (景德镇) град је Кини у покрајини Ђангси. Према процени из 2009. у граду је живело 310.950 становника.

## Становништво
Према процени, у граду је 2009. живело 310.950 становника.
| 1990.   | 2000.   | 2009    |
| ------- | ------- | ------- |
| 277.639 | 300.508 | 310.950 |